# 篠宮涼
篠宮 涼（しのみや りょう、1980年8月3日 - ）は、日本のストリッパー。神奈川県出身。池袋ミカド劇場所属。

## 概要
1998年8月1日に栗橋大一劇場にてデビュー。
2006年4月10日をもって、ストリッパーを休業した。復帰予定は現段階で確定していない。

## 人物
- 身長160cm
- スリーサイズはB84・W58・H86
- 血液型はB型

- 好きな物はこしあん・ブロッコリー・シャネル・エルメス

- 嫌いな物は生魚・炭酸飲料[2]